# Hugo Carrillo Cavero

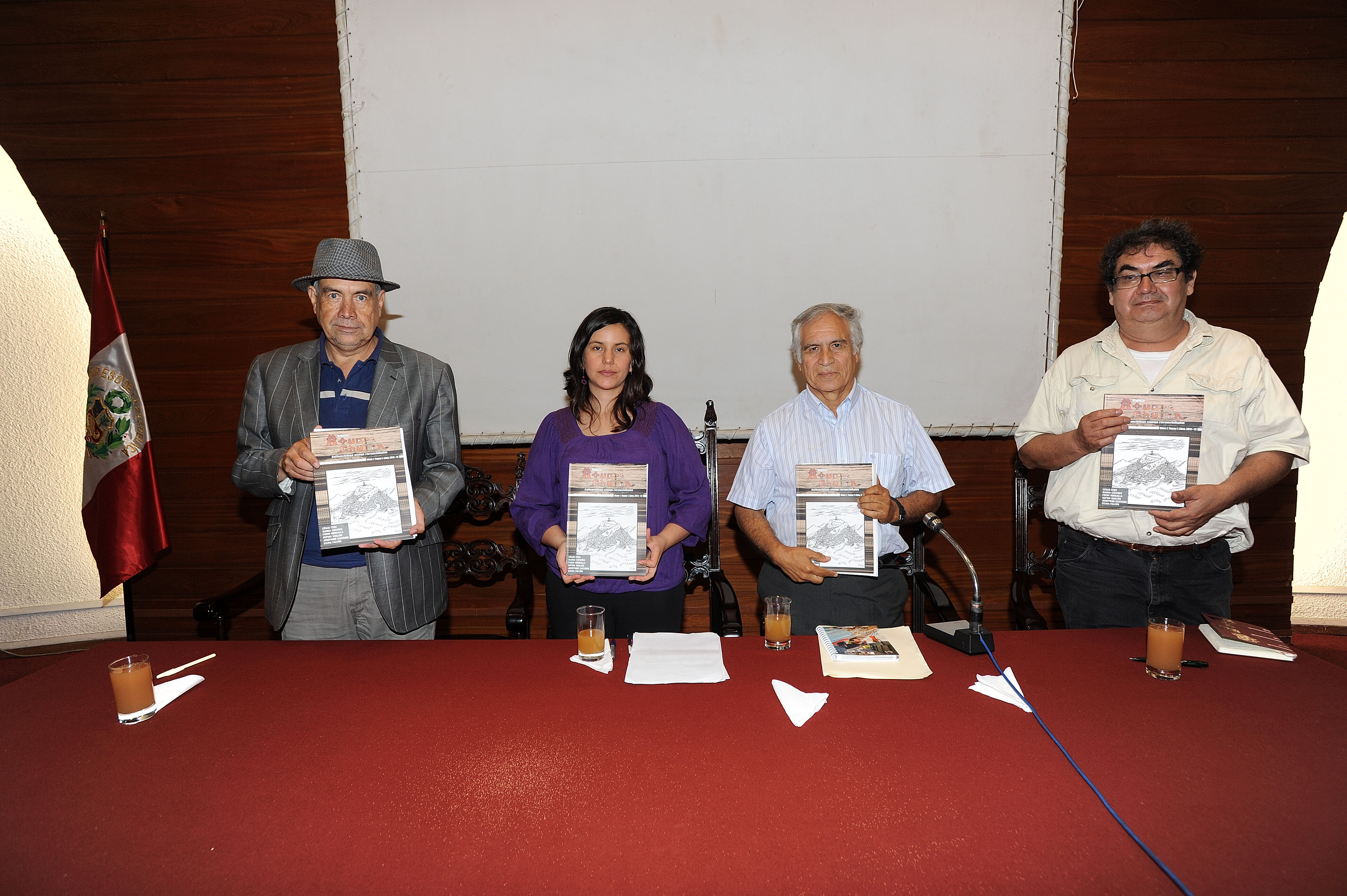
Hugo Carrillo Cavero y Verónika Mendoza Frisch presentando la revista literaria quechua Atuqpa Chupan, 2012

Hugo Carrillo Cavero, también Ugo Facundo Carrillo (Anco-Huallo, Chincheros, Apurímac, 30 de octubre de 1956) es un poeta quechua, cantautor, cantante, antropólogo y político peruano, elegido congresista en las elecciones generales del Perú de 2011 por el departamento de Huancavelica, pertenece al Partido Nacionalista Peruano.

## Biografía
Hugo Carrillo nació en la comunidad de Uripa en el distrito de Anco-Huallo, Apurímac. Realizó sus estudios secundarios en la institución educativa nacional Juan Espinoza Medrano, y sus estudios universitarios en la Universidad Nacional Mayor de San Marcos en la carrera de antropología. Se recibió en 1982.
Hugo Carrillo es autor de varias canciones y poemas quechuas que publicó en los poemarios Yaku unupa yuyaynin (2009) y Puyupa wayrapa ninapawan musqukusqanmanta (2010).
En las elecciones parlamentarias realizadas en Perú el 10 de abril de 2011 postuló como candidato al Congreso por la circunscripción de Huancavelica por la coalición electoral Gana Perú. Obtuvo 15.533 votos preferenciales, resultando electo congresista para el período 2011-2016.

## Poemarios
- Ugo Facundo Carrillo Cavero: Yaku-unupa yuyaynin. Ediciones Sol y Niebla, Lima 2009.
- Hugo Carrillo Cavero: Puyupa-wayrapa-ninapawan musqukusqanmanta (runapa siminpi qillqakuna). Imprenta Editorial PuntoCom E.I.R.L. Huancayo 2010. ISBN 978-612-45866-1-3